# Rue Julia-Bartet
Pour les articles homonymes, voir Julia Bartet et Bartet.
La rue Julia-Bartet est une voie du 14e arrondissement de Paris, en France.

## Situation et accès
La rue Julia-Bartet est une voie publique située à la limite sud du 14e arrondissement de Paris. Elle débute  place de la Porte-de-Vanves (à hauteur des boulevards des Maréchaux) et se termine boulevard Adolphe-Pinard juste après avoir franchi le Périphérique. Elle longe à l'ouest le faisceau de voies ferrées de la gare Montparnasse.

## Origine du nom

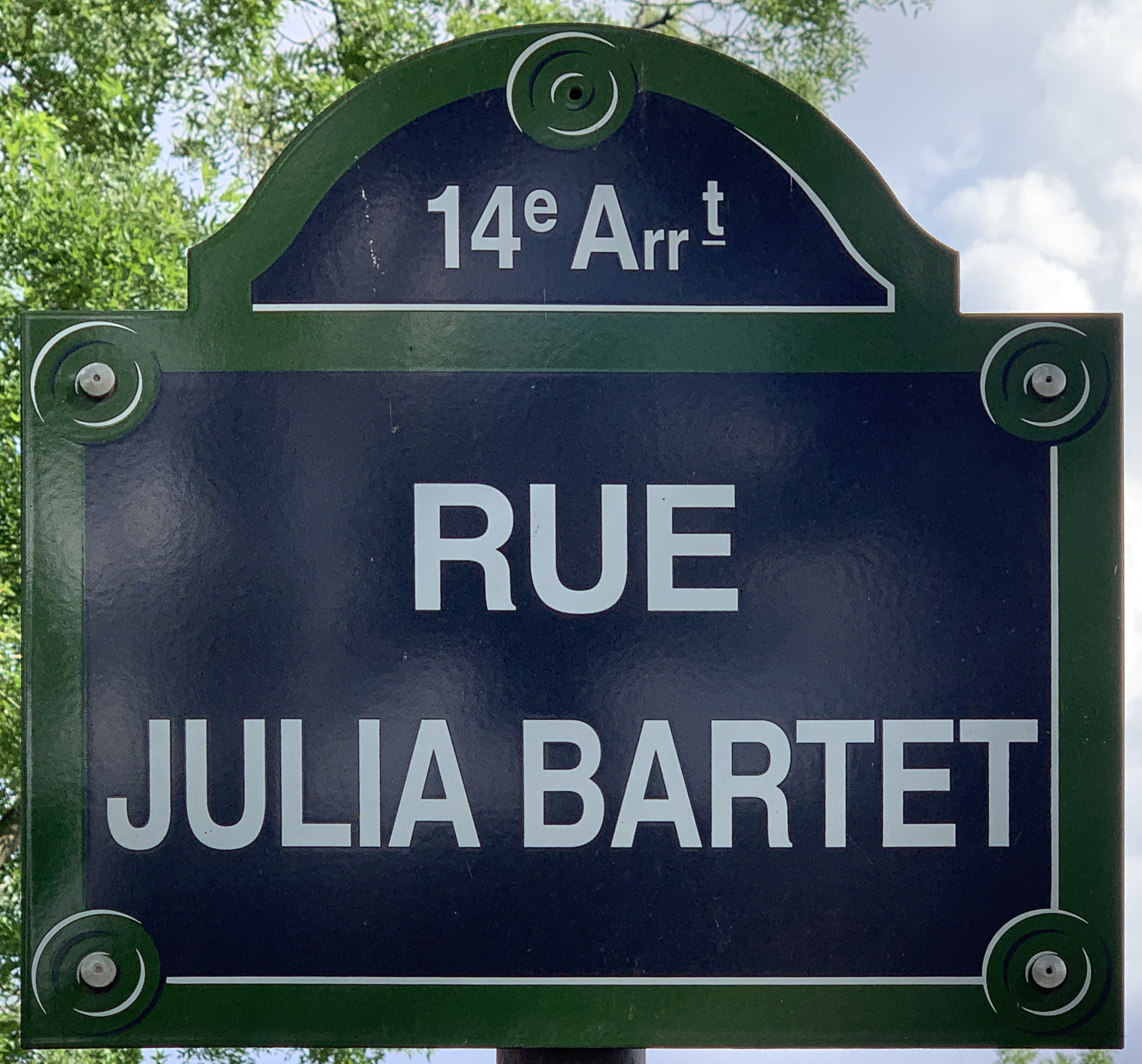
Plaque de la rue.

La rue a été nommée en l'honneur de Julia Bartet (1854-1941), actrice française.

## Historique
Cette rue, qui était située sur l'ancien territoire de Malakoff annexé à Paris par décret du 3 avril 1925, a été ouverte en 1956 à l'emplacement de l'avenue de Paris, également appelée « route départementale 30 », qui avait été supprimée en 1947. Elle a pris sa dénomination actuelle par arrêté du 21 mai 1956.
Elle a été réaménagée partiellement en 1962 lors de la construction du boulevard périphérique.

## Bâtiment remarquable
- No  12-14 : l'immeuble de l'architecte Charles-Henri Tachon a reçu le prix de l'Équerre d'argent 2019[1]. Il abrite un centre de formation pour les métiers de la restauration, une résidence étudiante et un nouveau local pour Les Restos du cœur qui avaient à cet emplacement un de leurs entrepôts historiques[1].